# کوین ماسکات
کوین ماسکات (انگلیسی: Kevin Muscat؛ زادهٔ ۷ اوت ۱۹۷۳) بازیکن بازنشستهٔ فوتبال اهل استرالیا است.وی سرمربی فعلی باشگاه فوتبال شانگهای پورت چین است.
از باشگاه‌هایی که در آن بازی کرده می‌توان به ولورهمپتون، رنجرز، ملبورن ویکتوری، میلوال و کریستال پالاس اشاره کرد.
ماسکات را به دلیل سبک بازی خشن «مرد سرسخت» لقب داده بودند. او در دورهٔ ۱۹سالهٔ فعالیتش ۱۲۳ کارت زرد و ۱۲ کارت قرمز گرفت و از منفورترین بازیکنان به‌شمار می‌رفت.